# Atanasie Patelarie
Atanasie Patelarie (sau Atanasie III al Constantinopolului; în greacă Αλέξιος Πατελλάριος; n. 1597, Creta, Republica Veneția – d. 15 aprilie 1654, Mhar Monastery⁠(d), Regiunea Poltava, Ucraina) a fost Patriarhul Constantinopolului în 1634, 1635 și 1652. Înaintea patriarhatului său Atanasie a fost mitropolit al Salonicului. El a participat la reformele de editare a cărții Patriarhului Nikon în 1653.
Atanasie a fost canonizat ca luminator în Sinaxisul venerabililor Athoniți de către Biserica Ortodoxă Rusă în anii 1670. Data de sărbătoare este pe 2 (15) mai, în a doua săptămână după Rusalii, canonizat alături de Atanasie din Alexandria.

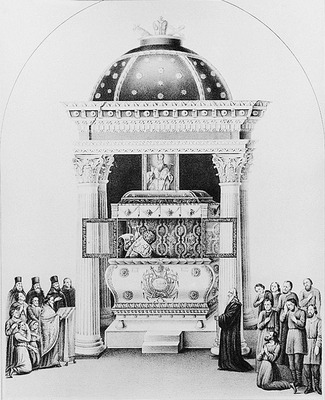
Altarul din Mănăstirea Lubensk. Litografie, 1868

## Biografie
Atanasie s-a născut dintr-o familie nobilă, cu rădăcini datând din dinastia Paleologilor. Tatăl său Georgios era om de știință și editor, iar fratele său mai mare, Eustafios, era medic. Timp de 26 de ani a locuit în Creta în mănăstirea Arkadi, care era sub dominația venețiană, primind acolo educația. Atanasie cunoștea bine filosofia, limba greacă veche, latina, ebraica, araba și italiana. În 1631 a fost consacrat ca mitropolit al Salonicului; el era sub patronajul Patriarhului Chiril Lukaris. La începutul anului 1634, în Fanar a fost formată o a treia opoziție împotriva lui Lukaris cu privire la publicarea mărturisirii estice a credinței creștine în martie 1629, deoarece documentul avea linii teologice calviniste. În februarie 1634, Atanasie a devenit Patriarh al Constantinopolului și a fost întronat pe 25 martie.
După câteva zile a fost detronat de Chiril Lukaris, care s-a întors din închisoare. Atanasie a plecat apoi în Athos, unde a construit un schit (unde în 1849 a fost întemeiat schitul Sfântului Andrei din Rusia). În 1635 a mers în Italia, locuind în Ancona și Veneția. Papa Romei l-a sfătuit pe Atanasie să devină Cardinal și să accepte Credo cu Filioque, dar Sfântul a refuzat. În 1637 a fost chemat la Constantinopol. La 26 iunie 1638, după ce Lukaris a fost ștrangulat la cererea lui Murad al IV-lea, Atanasie a devenit pretendent la patriarhie. Parthenius I al Constantinoplelui, patriarh din 1639 până în 1644, l-a obligat pe Atanasie să renunțe din patriarhie și să se întoarcă la catedrala din Salonic. Din cauza impozitelor Athanasius a fost închis de două ori și a cerut mila țarului Mihail I al Rusiei.
În 1643 s-a îndreptat spre Rusia, dar pe drum s-a îmbolnăvit și a rămas în Moldova, aflată sub conducerea domnitorul Vasile Lupu. În Galați a fondat Mănăstirea Sf. Nicolae ca metoh al mănăstirii Sf. Ecaterina din Sinai. La acea vreme a scris "Imnul Maicii Domnului" și un encomium pentru Lupu.
Atanasie s-a întors la Constantinopol în 1652 și a luat pentru a treia oară patriarhatul. Din nou, ținând tronul pentru o perioadă scurtă de timp, Atanasie a renunțat voluntar la patriarhie și ad infinitum la ieșirea din Constantinopol în iulie 1652. În timpul ultimei sale patriarhii, el a ținut o predică care menționa disocierea sa cu catolicismul. El a mers din nou în Moldova la Lupu la Iași, apoi la Ciîhîrîn vizitându-l pe Bogdan Hmelnițki. Cu ajutorul acelor persoane a ajuns la Moscova în 16 aprilie 1653, iar pe 22 aprilie l-a vizitat pe țarul Alexei I al Rusiei. Acolo a trăit la metohul Kirillov și a făcut serviciul divin la Mănăstirea Novospassky și la Catedrala Salvatorului de la Palatul Terem. În iulie 1653, Atanasie a vizitat Lavra Sf. Sergius.
La cererea Patriarhului Nikon al Moscovei, Atanasie a scris Ordo-ul Liturghiei Episcopale din Est, care a subliniat Serviciul Episcopal, folosit de Biserica Rusă până în prezent. Atanasie i-a dat de știre țarului motivul principal al vizitei sale la Moscova; adică să-i propună țarului să se unească cu Moldova și cu Hetmanatul Căzăcesc pentru un viitor război cu turcii, după care țarul ar trebui să devină noul Împărat Roman și Patriarhul Moscovei - noul Patriarh Ecumenic.
În decembrie 1653, Atanasie s-a mutat în Moldova la Mănăstirea Sf. Nicolae din Galați. În timpul drumului, i-a făcut o vizită lui Bohdan Khmelnytsky. În februarie 1654 a rămas la Mănăstirea Mhar lângă Lubensk și a murit la 5 aprilie în săptămâna lui Toma. El a fost înmormântat de egumenul mănăstirii, corpul său fiind așezat pe tron sub amvon.

## Venerare

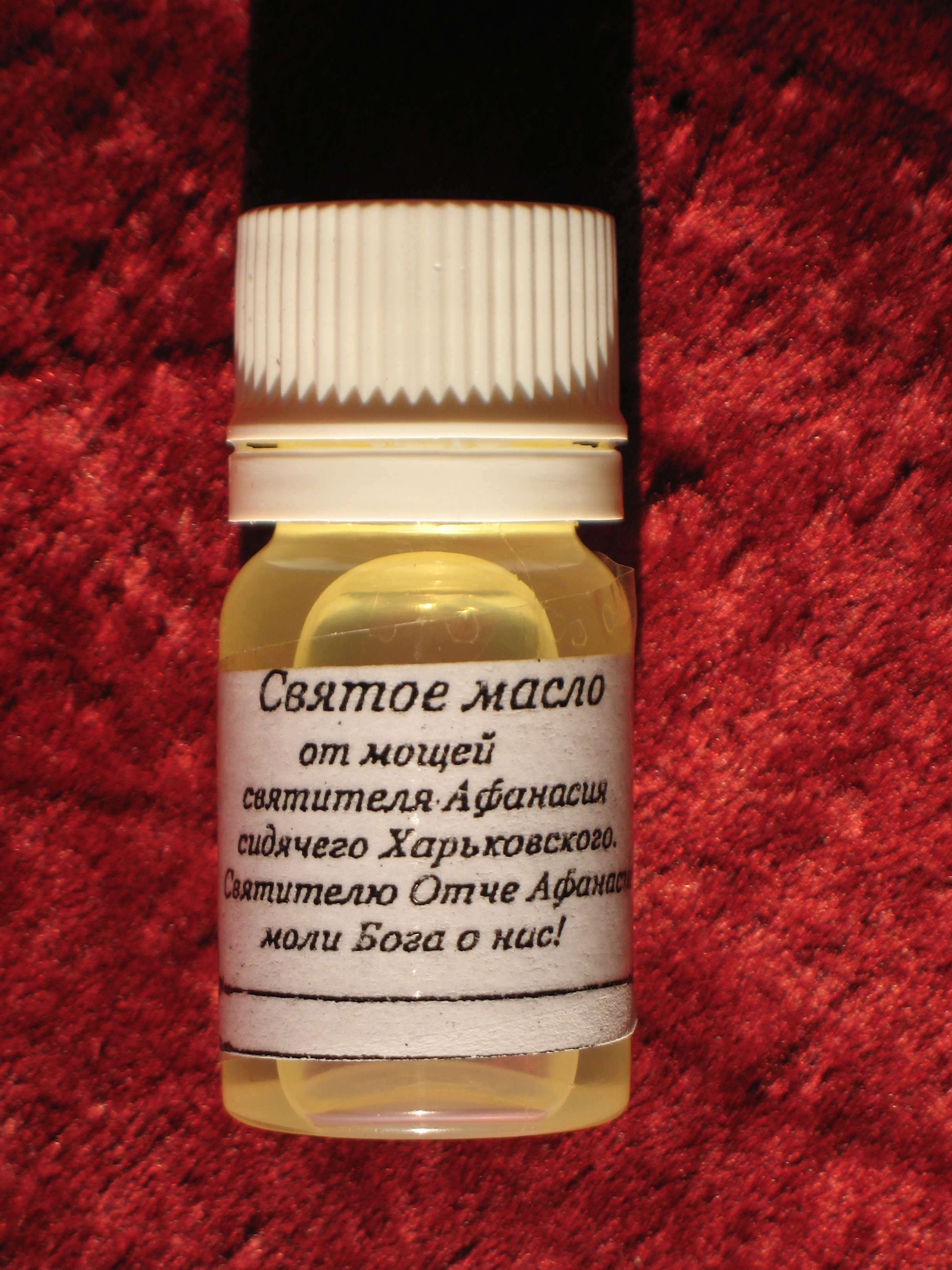
Ulei din moaștele patriarhului Atanasie

La 1 februarie 1662, moaștele sfântului au fost găsite datorită mitropolitului din Gaza, Paisios Ligarides, care, vizitează mănăstirea Lubensk, unde în timpul somnului a avut o viziune despre Atanasie. În 1672, țarul a cerut diaconului M. Savin să investigheze minunile de la relicve. În secolul al XVIII-lea manuscrisele hagiografiei și canonului său au fost păstrate la Mănăstirea Lubensk. 
În 1818, Metodius (Pishnyachevsky), episcopul Poltavei, a convocat Sfântul Sinod pentru canonizarea lui Atanasie, însă cererea a fost refuzată. Cu toate acestea, minunile cinstite și înregistrate ale moaștelor sfântului au continuat. În anii 1860, istoricul bisericii Andrey Nikolayevich Muravyov a creat o nouă hagiografie a lui Atanasie cu exemple de minuni ale moaștelor sale.
Istoria canonizării lui Atanasie este vagă, dar onorarea oficială a început în Biserica Rusă la sfârșitul secolului al XIX-lea, deși Evgheni Golubinski prin lucrările sale a dovedit că onorarea a început între 1672 și 1676 sub Iosif (Nelyubovich-Tukalsky) Mitropolitul de la Kiev (Biserica Ortodoxă din Constantinopol).
În 1922, mănăstirea, inclusiv tronul de argint al sfântului, au fost jefuite de bolșevici. Relicvele au fost mutate în Harkov în anii 1930. În cele din urmă, acestea au fost păstrate din 1947 în Catedrala Bunei Vestiri.